# Conyza clarenceana
Conyza clarenceana là một loài thực vật có hoa trong họ Cúc. Loài này được (Hook.f.) Oliv. & Hiern mô tả khoa học đầu tiên năm 1877.